# Nuestras Bandas de Música
Nuestras Bandas de Música fue un programa de radio y televisión y un periódico digital dedicado a las bandas de música en antena entre los años 1988 y 2021, habiendo llegado a cumplir 32 años en la radio valenciana. En su página web se actualizaban diariamente las noticias del mundo musical valenciano y nacional. Parte de estas informaciones se desarrollaron en el programa de radio en la emisora 99.9 Valencia Radio los fines de semana, así como, posteriormente, en su web en formato podcast. El programa era presentado por el director de Nuestras Bandas de Música, Octavio Hernández Bolín, que en el año 2001 reemplazó a su padre, Octavio Hernández Torrado, con el que trabajó desde casi los inicios, hasta su fallecimiento el 20 de febrero de 2021.

## Historia
Nuestras Bandas de Música fue creado por Octavio Hernández Torrado en 1988, comenzando inicialmente en Popular FM de Valencia. Desde el 30 de diciembre de 2001, Octavio Hernández Bolín relevó a su padre en el programa, iniciando una nueva etapa. Con ella se empieza a desarrollar también el trabajo en prensa escrita, televisión, sello discográfico, y, desde 2007, el portal web. NBM ha retransmitido certámenes y eventos musicales de la Comunidad Valenciana y Castilla-La Mancha desde su creación.

## En la radio
NBM nació como programa de radio el 9 de octubre de 1988. Durante treinta dos años en la radio valenciana solo dejó de emitirse por breves períodos debido al cierre de diferentes emisoras por la situación económica. El programa se emitió en las siguientes cadenas radiofónicas:
| Emisora                        | Período                                            |
| ------------------------------ | -------------------------------------------------- |
| Popular FM                     | 9 de octubre de 1988 - 9 de mayo de 1993           |
| La 97.7 Radio                  | 16 de mayo de 1993 – 27 de septiembre de 1998      |
| Ràdio 9                        | 4 de octubre de 1998 – 30 de diciembre de 2001     |
| Punto Radio Valencia           | 6 de enero de 2002 – 14 de marzo de 2012           |
| Ràdio 9 – Nou Ràdio            | 12 de octubre de 2013 – 29 de noviembre de 2013    |
| Gestiona Radio Valencia        | 14 de septiembre de 2014 – 3 de septiembre de 2016 |
| Gestiona Radio Nacional        | 6 de septiembre de 2015 – 28 de febrero de 2016    |
| 99.9 Valencia Radio            | 10 de septiembre de 2016 - 1 de octubre de 2020    |
| www.nuestrasbandasdemusica.com | 2 de octubre de 2020 - 12 de diciembre de 2020     |

### Primera Etapa: 1988 - 2001
Fundador y director: Octavio Hernández Torrado. Nuestras Bandas de Música nació el 9 de octubre de 1988 en un día histórico, ya que se conmemoraba el 750 aniversario de la entrada de Jaime I en la ciudad de Valencia. Su sintonía era el himno de José Serrano ‘Valencia Canta’. Octavio Hernández Torrado era el presentador y director del programa, y su hijo Octavio Hernández Bolín trabajaba en labores de producción y grabaciones.
Programas de radio presentados por Octavio Hernández Torrado:
- 711 Programas de ‘Nuestras Bandas de Música’

- 422 Programas de ‘Festival de Bandas’

- 204 Programas de ‘La Vuelta al Mundo en 50 preguntas’

- 187 Programas de ‘Serenata Nocturna’

- 63 Programas de ‘Fiestas y Pueblos Valencianos’

- 13 Retransmisiones íntegras del ‘Certamen Internacional de Bandas Ciudad de Valencia’

### Segunda Etapa: 13 de enero de 2002 - 2021
Director: Octavio Hernández Bolín. Después del retiro de Octavio Hernández Torrado en diciembre de 2001, Octavio Hernández Bolín continuó el programa con la misma línea editorial que se había seguido hasta ese momento e informando del trabajo realizado a diario por las sociedades musicales valencianas.
Desde el 6 de enero de 2002 hasta el 13 de marzo de 2013, el programa se emitió en la emisora del grupo Las Provincias (Grupo Vocento), llamada primero LP Radio y más tarde Punto Radio Valencia. Nuestras Bandas de Música pasó a convertirse en un proyecto de comunicación multimedia dedicado a la difusión de la música y del trabajo que realizan las más de 547 sociedades musicales que hay actualmente en la Comunidad Valenciana. Desde 2002, el programa contó con una sección conducida por Paco Llorca, especialista en música de banda y presidente del Ateneo Musical del Puerto.
Después de un paréntesis debido al cierre de la cadena Punto Radio, volvió a la radio valenciana justo para celebrar su 25 aniversario. El 12 de octubre de 2013 regresó a la radio pública valenciana, Radio 9, cadena autonómica donde emitió un programa a la semana los sábados por la mañana. El cierre de la televisión y radio pública valenciana el 29 de noviembre de 2013 provocó nuevamente la paralización de la emisión del programa.
El 14 de septiembre de 2014, regresó a la radio, esta vez en Gestiona Radio Comunidad Valenciana, emitiéndose en las mañanas de los fines de semana hasta el 3 de septiembre de 2016. Paralelamente, el programa se emitió durante seis meses para toda la red de emisoras del grupo Gestiona Radio en España y Andorra hasta el 28 de febrero de 2016.
El 10 de septiembre de 2016 el programa inició una nueva etapa en la emisora 99.9 Valencia Radio, emitiéndose los sábados y domingos en horario matinal. El 6 de octubre de 2018 se cumplieron 30 años en la radio valenciana, con más de 1950 programas emitidos y la emisión de un programa especial desde el Ateneo Musical del Puerto con entrevistas a amigos del programa y personalidades del mundo de la música de banda. En agosto de 2019 se llega al programa número 2000.
En octubre de 2020, el programa abandonó la emisora 99.9 Valencia Radio, pasando a encontrarse en formato podcast en su página web, así como en diversas plataformas digitales. El programa dejó de realizarse definitivamente con el fallecimiento de Octavio Hernández Bolín el 20 de febrero de 2021.

## En la televisión
El 9 de noviembre de 2003 se estrenó un programa semanal de televisión con el nombre del programa de radio con el objetivo de visibilizar la labor de las bandas de música valencianas. A partir de ese momento se emitió durante ocho años consecutivos. Siete de estas temporadas se realizaron en LP Teva, Las Provincias TV, i La 10 (diferentes denominaciones que tuvo en estos años la televisión autonómica del grupo Las Provincias). La octava se emitió en la también televisión autonómica Popular TV del Mediterráneo. Este programa de televisión dejó de emitirse en junio de 2011, pero se continuó produciendo la emisión de conciertos y certámenes.

## Prensa escrita
Desde marzo de 2002, Octavio Hernández Bolín publicó especiales de prensa en el diario Las Provincias, diario decano de la Comunidad Valenciana. Desde el 9 de octubre de 2014 hasta el año 2020 publicó los jueves una doble página semanal en el mismo periódico donde se abordaban los aspectos de la actualidad de las sociedades musicales valencianas.

## Sitio web
En 2007 nació el portal web de Nuestras Bandas de Música. En este se pueden encontrar secciones diferentes dedicadas a los géneros y aspectos de esta realidad musical, una radioteca con más de once años de programas de radio, una videoteca con más de 1300 vídeos propios de conciertos, certámenes y festivales, fotogalerías, entrevistas, e información musical actualizada en tiempo real.

## Otras actividades
Desde principios del año 2000, Nuestras Bandas de Música trabajó también como sello discográfico, estudio de grabación, productora de televisión y participa en la organización de certámenes y eventos por toda España. En enero de 2019, el director de Nuestras Bandas de Música, Octavio Hernández Bolín, se incorporó al claustro de profesores de ESMAR (Escuela Superior de Música de Alto Rendimiento).

## Premios y pasodobles
A lo largo de su trayectoria, Nuestras Bandas de Música recibió más de treinta premios y reconocimientos, entre los que se puede destacar el Premio Euterpe 2007 al Mejor Programa o el Premio Hermes 2009 al Medio de Comunicación. 
| Galardón                                                                      | Año  |
| ----------------------------------------------------------------------------- | ---- |
| Premio Ateneo                                                                 | 2006 |
| Premio Euterpe al Mejor Programa                                              | 2007 |
| Premio Hermes al Medio de Comunicación                                        | 2009 |
| Premio Santa Cecilia                                                          | 2014 |
| Premio 'So de la Plana' al Medio de Comunicación                              | 2017 |
| Premio bANDmusic otorgado por el Certamen de Bandas de Andalucía              | 2019 |
| XV Premio 'Amic de l'Amistat'                                                 | 2019 |
| Premio Euterpe Extraordinario por toda su carrera                             | 2020 |
| Escudo de Plata del Ayuntamiento de Cullera                                   | 2020 |
| Insignia de Oro de la Sociedad Musical Instructiva Santa Cecilia de Cullera   | 2020 |
| Galardón Especial de la Gran Gala de la Vega Baja de la FSMCV                 | 2020 |
| Medalla de Oro del Ateneo Musical y de Enseñanza Banda Primitiva de Llíria    | 2020 |
| Insignia de Oro del Ayuntamiento de Buñol                                     | 2020 |
| Homenaje a Octavio Hernández Bolín en el XXVI Festival de Bandas del Marítimo | 2020 |
| Insignia de Oro de la Sociedad Musical La Artesana de Catarroja               | 2020 |
| Insignia de la Ciudad de Catarroja                                            | 2020 |
| Premio Internacional de la Música/>                                           | 2021 |

También fue homenajeado durante su historia con once pasodobles, una marcha de procesión y una Obertura dedicados exclusivamente por voluntad de varios compositores que detallamos a continuación: 
| Nombre                     | Compositor                   | Año de estreno |
| -------------------------- | ---------------------------- | -------------- |
| Octavio Hernández          | Esteban Esteve Jorge         | 1993           |
| Lourdes                    | Vicente Ramón Andreu Sanjuán | 1996           |
| María Dolores Bolín        | José Alamá Gil               | 1997           |
| Mar y Paz                  | Juan Gonzalo Gómez Deval     | 2000           |
| Ariadna Hernández          | Salvador Chuliá Hernández    | 2001           |
| Patricia Hernández         | Pedro José Viso Roger        | 2004           |
| Octavio Hernández Bolín    | Manuel Castelló Rizo         | 2005           |
| Amparo Fernández           | Pedro José Viso Roger        | 2006           |
| Nuestras Bandas de Música  | Francisco Andreu Comos       | 2008           |
| De Jaén a Valencia         | José Susi López              | 2016           |
| Al Cielo con Ella          | Jaime Enguídanos Royo        | 2018           |
| 30 Años de Nuestras Bandas | Juan Bautista Meseguer       | 2018           |
| Obertura NBM               | José Susi López              | 2019           |